# 幸せへのまわり道
『幸せへのまわり道』（しあわせへのまわりみち、A Beautiful Day in the Neighborhood）は2019年のアメリカ合衆国のドラマ映画。監督はマリエル・ヘラー、出演はマシュー・リスとトム・ハンクスなど。トム・ジュノーが1998年に雑誌「エスクァイア」に寄稿した記事『Can You Say...Hero?』を原作とし、ある記者が米国の国民的子ども向けテレビ番組の司会者フレッド・ロジャースと交流した実話を描いている。

## ストーリー
ロイド・ヴォーゲルは優れたジャーナリストだが、斜に構えて物事に臨む傾向があった。そんなある日、ロイドは子供番組の司会者として人気を博していたフレッド・ロジャースに関する記事を書くことになり、取材のために彼の仕事場を訪ねた。フレッドは鋭い観察眼の持ち主であり、ほんの少し会話しただけで、ロイドが壁にぶち当たっていることを見抜いたのである。
本作はフレッドと交流する中で、ロイドが物事に真剣に向き合うようになり、長らく放置していた家族の問題に立ち向かっていく姿を描いた作品である。

## キャスト
※括弧内は日本語吹替声優。
- ロイド・ヴォーゲル: マシュー・リス（四宮豪） - ジャーナリスト。
- フレッド・ロジャース: トム・ハンクス（江原正士） - 国民的子ども向けテレビ番組の司会者。
- ジェリー・ヴォーゲル: クリス・クーパー（山岸治雄） - ロイドの父。
- アンドレア・ヴォーゲル: スーザン・ケレチ・ワトソン（英語版）（森千晃） - ロイドの妻。弁護士。
- ビリー・アイスラー: エンリコ・コラントーニ（武田太一） - 番組制作会社社長。
- ジョアン・ロジャース: メアリーアン・プランケット（英語版）（所河ひとみ） - フレッドの妻。
- ロレイン: タミー・ブランチャード（英語版）（三日尻望） - ロイドの姉。
- ドロシー: ウェンディ・マッケナ（喜代原まり） - ジェリーの2番目の妻。
- エレン: クリスティーン・ラーティ（喜代原まり） - ロイドの上司。
- マーギー: カルメン・キューザック（英語版） - 番組プロデューサー。
- トッド: ノア・ハープスター（英語版）（菊池通武） - ロレインの3番目の夫。
- ベティ・アバーリン（英語版）: マディ・コーマン（木村涼香） - 番組出演者。レディ・アバーリン。

## 製作
本作の脚本は2013年にブラックリスト入りを果たしていた。2018年1月29日、トム・ハンクスが映画『You Are My Friend』に出演することになったと報じられた。7月17日、マシュー・リスが本作に出演するとの報道があった。8月21日、クリス・クーパーの起用が発表された。9月、スーザン・ケレチ・ワトソンの出演が決まった。10月3日、ネイト・ヘラーが本作で使用される楽曲を手掛けるとの報道があった。25日、エンリコ・コラントーニ、メアリーアン・プランケット、タミー・ブランチャード、ウェンディ・マッケナ、サキナ・ジャフリーらがキャスト入りした。
フレッド・ロジャースは、エンディングクレジット中にアーカイブ映像に登場し、「You've Got to Do It」を歌う。

### 撮影
2018年9月10日、本作の主要撮影がペンシルベニア州ピッツバーグで始まった。ニューヨークのシーンの撮影では、ピッツバーグ市内にニューヨークを模した標識や地下鉄の入り口が設置された。10月12日、音響を担当していたジェームズ・エムズウィラーが作業中に心臓発作を起こし、2階のバルコニーから転落した。エムズウィラーは救急搬送されたが、病院で亡くなっていることが確認された。

## 公開・マーケティング
2018年12月27日、本作のタイトルが『A Beautiful Day in the Neighborhood』に正式決定したと報じられた。2019年7月25日、本作のオフィシャル・トレイラーが公開された。9月7日、本作は第44回トロント国際映画祭でプレミア上映された。
当初、本作は2019年10月18日に全米公開される予定だったが、後に公開日は同年11月22日に延期された。

## 興行収入
本作は『アナと雪の女王2』及び『21ブリッジ』と同じ週に封切られ、公開初週末に1700万ドル前後を稼ぎ出すと予想されていたが、実際の数字はそれを若干下回るものとなった。2019年11月22日、本作は全米3235館で公開され、公開初週末に1325万ドルを稼ぎ出し、週末興行収入ランキング初登場3位となった。

## 評価
本作は批評家から絶賛されている。映画批評集積サイトのRotten Tomatoesには55件のレビューがあり、批評家支持率は95%、平均点は10点満点で7.91点となっている。サイト側による批評家の見解の要約は「インスピレーションの源泉となったフレッド・ロジャースと同様、多くの人々から愛されるだろう。『幸せへのまわり道』が発する受容と理解についてのメッセージは観客の心を打つ。」となっている。また、Metacriticには18件のレビューがあり、加重平均値は82/100となっている。なお、本作のCinemaScoreはAとなっている。